# 바그마티주

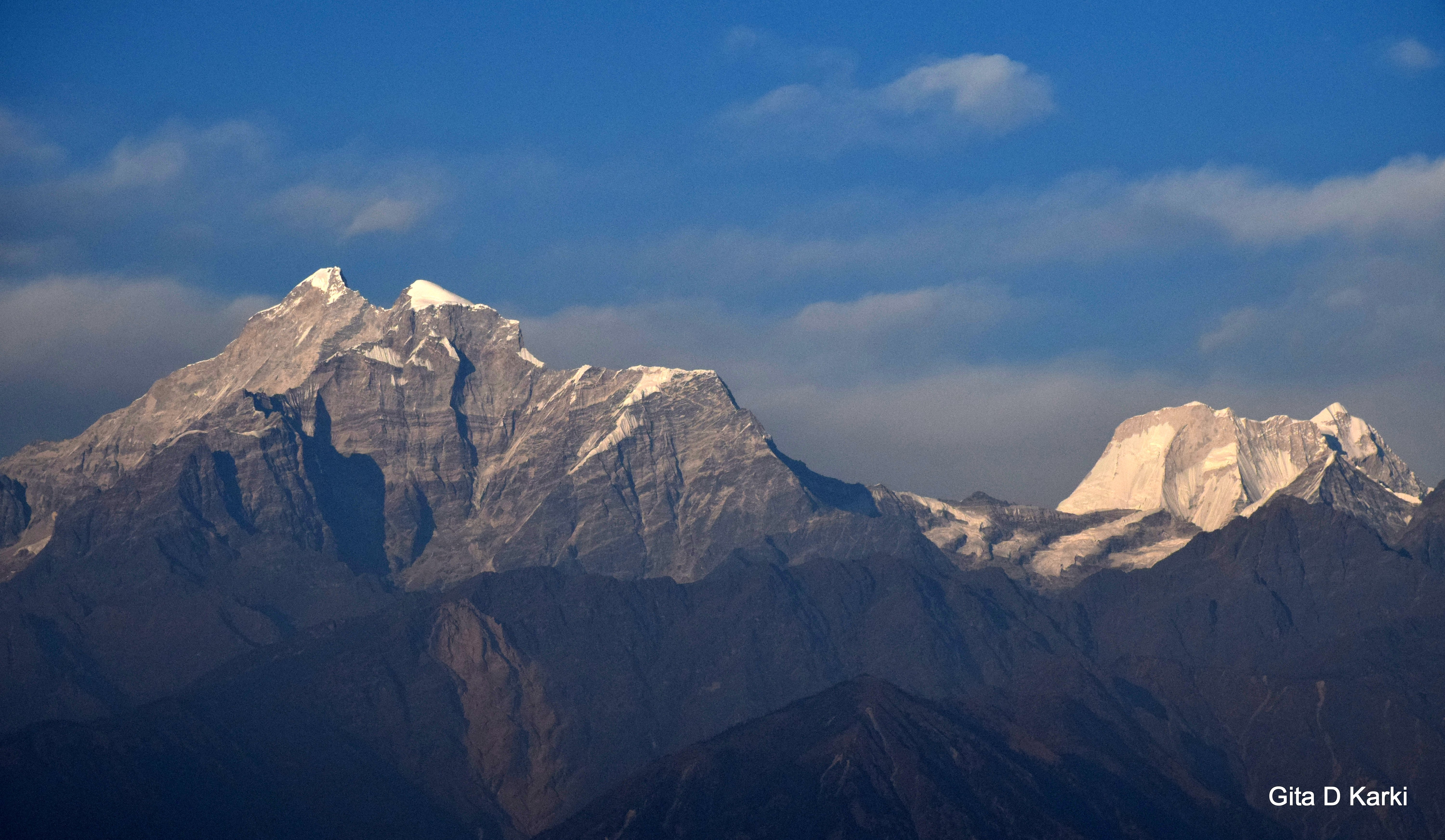

바그마티주(Bagmati Province, वाग्मती प्रदेश, Bagmati Pradesh)는 2015년 9월 20일 공표된 네팔 헌법에 의해 설립된 7개의 연방주 가운데 하나이다. 총 면적은 20,300km2으로, 국가 총 면적 가운데 약 13.76%를 차지한다.

## 같이 보기
- 네팔의 주